# Nikkan Tachibana
Nikkan Tachibana (日刊タチバナ) es un manga de Yuji Shiozaki publicado por Young King OURs en Japón, formado por un tomo autoconclusivo con 14 capítulos. En España y Argentina, la Editorial Ivrea lo publicó bajo el nombre de Tachibana.
- Datos: Q6042957